# ジョージ・P・コスマトス
ジョージ・パン・コスマトス（George Pan Cosmatos 本名：Yorgo Pan Cosmatos 1941年1月4日 - 2005年4月19日）は、イタリア・フィレンツェ出身の映画監督。ギリシャ人。ジョルジ（ュ）・パン・コスマトスとも表記される。

## 来歴
祖父が大使館員だった関係で、エジプトとキプロスで幼少期を過ごし、『その男ゾルバ』には"ニキビの少年"役として出演した事もある。10代の時イギリスに留学、大学では犯罪学を専攻、この頃次第に映画に興味を抱くようになりロンドン・フィルム・スクールで映画について学び始める。
その後渡米し、オットー・プレミンジャー監督の『栄光への脱出』や、マイケル・カコヤニス監督（同じギリシャ人）の『その男ゾルバ』の助監督（共にノー・クレジット）を務めたのち、1973年に『裂けた鉤十字/ローマの最も長い一日』で監督デビュー。
1976年、『カサンドラ・クロス』が大ヒット。その後、シルヴェスター・スタローン主演の『ランボー/怒りの脱出』、『コブラ』を監督するなど、派手なアクション映画を得意とした。
6か国語を話す事が出来たといわれている。
2005年4月19日、肺癌のため死去。64歳。

## 監督作品
- 裂けた鉤十字 ローマの最も長い一日 Rappresaglia（1973） - 日本未公開、監督デビュー作
- カサンドラ・クロス The Cassandra Crossing（1976）
- オフサイド7 Escape to Athena（1979）
- ランボー/怒りの脱出 Rambo: First Blood Part II（1985）
- コブラ Cobra（1986）
- リバイアサン Leviathan（1989）
- トゥームストーン Tombstone（1993）
- ザ・ターゲット Shadow Conspiracy（1997）